# 哈沃拉陡崖
84°45′S 98°40′W / 84.750°S 98.667°W
哈沃拉陡崖是南極洲的陡崖，位於埃爾斯沃思地，該陡崖由冰雪覆蓋，處於蒂爾山脈西北面60公里，全長30海里，由美國的研究隊繪入地圖。